# Hubert de Blanck
Hubert de Blanck   (Utrecht, 11 de juny de 1856 - l'Havana, 28 de novembre de 1932) va ser un professor, pianista i compositor nascut a Holanda, que va passar la millor part de la seva vida a Cuba.
De Blanck era fill del violinista Willem de Blan (c) k i la cantant Reine Valet. Hubert va estudiar música amb el seu pare fins al febrer de 1865, quan va ser admès al Conservatori Reial de Lieja, (Bèlgica). Allà va estudiar piano amb Félix-Étienne Ledent i solfeig. El 1869, de 13 anys, va guanyar el 2n Concurs de Piano anual per decisió unànime, sent la peça guanyadora el Concert Hummel en B menor per a piano i orquestra. La seva germana Anna havia guanyat la competició de violí al conservatori l'any 1867. Al novembre d'aquest any, va decidir deixar el conservatori i es va traslladar a Brussel·les. Després de tocar a Brussel·les "Palau Reial", el Rei Leopold II li va atorgar una beca per estudiar en el conservatori que escollís. El pare d'Hubert va triar Colònia. La família es va traslladar allà el 1871.
Al Conservatori de Colònia, De Blanck va estudiar piano amb F. Hiller durant dos anys, també va aprendre harmonia i composició. Després es va traslladar a Sant Petersburg el 1873, on va fer el seu debut formal com a pianista de concerts a l'edat de disset anys. Aquest mateix any, va concertar a Rússia, Suïssa i Alemanya. El 1874 va ser nomenat director musical del teatre "Eldorado" de Varsòvia, però va deixar aquest càrrec l'any següent.
Més endavant va tornar amb als seus pares a Colònia, on va conèixer al precoç violinista brasiler, Eugenio Maurice Dengremont (1866-1893). Els dos aviat es van embarcar en diverses gires de concerts a Europa, incloent gires amb èxit a Alemanya i Dinamarca. El gener de 1880 la parella va tocar a Dresden, amb el canceller alemany Guillem I assistint. Després de l'actuació, es va informar al Diari de Saxònia que el canceller va donar a De Blanck un rubí incrustat d'or, un testimoni de la seva admiració pel pianista. Un crític de música de Copenhaguen va comentar que el pianista "va rebre aplaudiments fervents i abundants, com els que el nostre públic reservat no està acostumat a donar".
De Blanck i Dengremont aviat van arribar a les Amèriques i van aterrar a Rio de Janeiro l'abril de 1880, on van ser rebuts a la cort de l'emperador Pere II de Brasil. A partir d'aquí el duo va donar deu concerts a Buenos Aires, començant amb un concert al Politeama el 3 d'octubre d'aquell any. Van actuar diverses vegades al Teatro Colón i, el 16 de novembre, van participar en un gran concert de beneficis, els fons del qual van finançar la creació d'un monument commemoratiu celebrant centenari de la presentació de la "impremta" a Buenos Aires. El govern argentí va concedir a De Blanck una medalla per la seva participació en el concert.
Al febrer de 1881, el pianista va realitzar una actuació en solitari a Buenos Aires, després de la qual va viatjar als Estats Units per una sèrie de concerts. En arribar a la ciutat de Nova York, va actuar "Weber's Konzertstück", op. 79, amb la Filharmònica de Nova York, sota la direcció de T. Thomas. Més tard va obtenir el càrrec de professor de piano al "New York College of Music", que prèviament havia estat ocupat pel professor Raael Joseffy. En les setmanes que va seguir, va conèixer a la jove Ana María García Menocal (1855-1900), cosina de Mario García Menocal, un futur president de Cuba. Es casaren a Nova York al novembre de 1881. A partir d'aquesta unió van néixer sis fills cubans: cinc fills, Guillermo (Willy), Huberto, Armando, Florencio, Narciso i una filla, Rosario.
Aprofitant les vacances de Nadal que li oferia el Col·legi, De Blanck va visitar l'Havana per primera vegada el desembre de 1882 juntament amb la seva dona. Allí va interpretar el Trio de piano d'Anton Rubinstein, Op. 52, juntament amb Anselmo López i Serafin Ramírez. Els artistes més famosos de Cuba, entre ells Ignacio Cervantes, Pablo Desvernine i Nicolás Ruiz Espadero, van aplaudir el pianista visitant. Al seu retorn a Nova York, De Blanck va seguir ensenyant i actuant en nombrosos concerts.
El febrer de 1883 va trobar a De Blanck a la portada del "Courier musical" de Nova York, una coneguda revista de l'època. Aquest mateix any, es va traslladar a l'Havana i va començar una nova vida amb la seva dona i els seus fills. De seguida va començar a forjar relacions amb importants membres de la comunitat d'arts cubanes, i aviat va ser nomenat president de la Secció de Filharmònica de "La Caritat del Cerro". Al març de 1884, va organitzar i dirigir, amb assistència del Governador General, un festival de recaptació de fons al teatre Tacon per recaptar diners per a la construcció de l'hospital "Reina Mercedes". L'esdeveniment va ser un èxit extraordinari. El següent novembre, De Blanck va crear la "Societat de Música Clàssica" conjuntament amb els violinistes José i Feliz Vandergucht, el violoncel·lista Charles Werner, i la violista Tomas de la Rosa. El grup es va formar amb les intencions de tocar principalment la música de cambra. El 1886, la Societat de Música Clàssica es va fer coneguda com la "Societat de Quartetos Clàssics", que va funcionar fins al 1889, sent els seus integrants Tomas de la Rosa, Anselmo López, Ángel Tempesti i De Blanck. De Blanck va reviure la "Societat" el 1909, amb Juan Torroella, Arturo Quinones, Constant Chané i Antonio Mompo. Torroella va dirigir la "Societat" durant les properes dècades.
Totalment entroncat a la comunitat musical i l'ambient de Cuba, De Blanck va començar a considerar la manca d'un conservatori dedicat a la música de l'Havana. Un dia, a l'agost de 1885, es va reunir amb diversos professors cubans a la casa d'Anselmo López i va suggerir la idea que junts podrien treballar per crear un conservatori de música cubà. El grup es va reunir diverses vegades, però el projecte es va estancar. De Blanck llavors va decidir anar sol. Va nomenar secretari de conservació de Gabriel Morales Valverde ('Edgardo') i va designar a Anselmo López, Ernesto Edelmann, José Mungol, Tomás Ruiz, Juan Miguel Joval i Mariano Cuero els seus primers mestres. Rafael Montoro i Anselmo López van ser especialment instrumentals en el projecte. Poc després, Ramón Suaréz Inclán va ser nomenat President Honorari per les seves obres com a filantrop i la seva dedicació a la música i les arts.
El nou conservatori va rebre finançament de "La Caritat del Cerro", "La Diputación Provincial", "Reial Societat Econòmica", el Govern Nacional, l'Ajuntament de La Habana, i va obrir el setembre de 1885. Originalment nomenat "Hubert de Blanck Conservatori", més tard es va canviar el nom del Conservatori Nacional de Música.
Després de la mort de la seva primera esposa el 1900, De Blanck es va casar amb una de les seves alumnes, Pilar Martín (1883-1955) el 1902. La parella va tenir tres fills: Margot, Ernesto i Olga.
Hubert de Blanck va morir el 1932 als 76 anys i va ser enterrat al Cementiri de Colón, a l'Havana. Molt aclamat a Cuba durant la seva vida per la seva important contribució a la cultura del país, ha estat honrat amb la seva imatge en un segell cubà. A més, una companyia teatral porta el seu nom, igual que el teatre del barri Vedado de l'Havana, que es va inaugurar el 1955.